# Île de Brunoy
L'île de Brunoy est une île située sur l'Yerres appartenant à Brunoy.

## Description

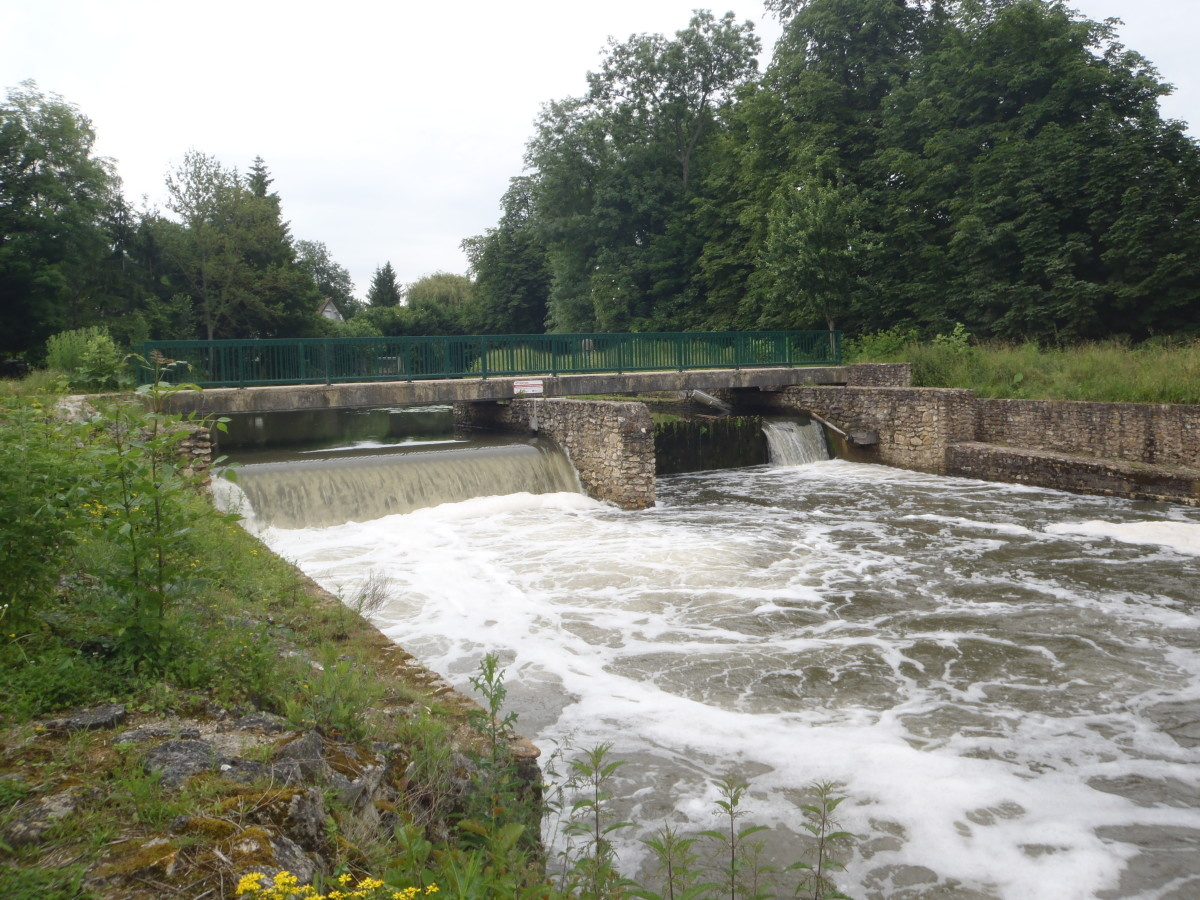
Le barrage des Vannes rouges sur l’Yerres.

Située à proximité du centre-ville de Brunoy, elle s'étend sur plus de 680 m de longueur pour une largeur moyenne d'environ 80 m. On y trouve un restaurant Le Pavillon de l'île.
L'île a été entièrement aménagée en parc de promenade avec aire de jeu pour enfants, boulodrome, équipements légers de loisirs (tables de pique-nique) etc..
L'île se termine à l'est par le barrage dît des Vannes rouges.